# Nhóc Nicholas 2
Nhóc Nicholas 2 (tiếng Anh: Nicholas on Holiday; tiếng Pháp: Les Vacances du Petit Nicolas) là một bộ phim hài gia đình của Pháp 2014 do Laurent Tirard đạo diễn, có sự tham gia của Mathéo Boisselier, Valérie Lemercier, Kad Merad, Dominique Lavanant, François-Xavier Demaison và Bouli Lanners. Đây là phần tiếp theo của bộ phim 2009 Little Nicholas. Phim dự kiến khởi chiếu tại Pháp ngày 9 tháng 7 và tại Việt Nam ngày 1 tháng 8 năm 2014.